# Skocznia narciarska na Zniesieniu
Skocznia narciarska na Zniesieniu we Lwowie – istniejąca w latach 1910–1930 skocznia narciarska położona we Lwowie, na terenie dzielnicy Kajzerwald (Cesarski Lasek). Obiekt powstał jeszcze przed odzyskaniem przez Polskę niepodległości.

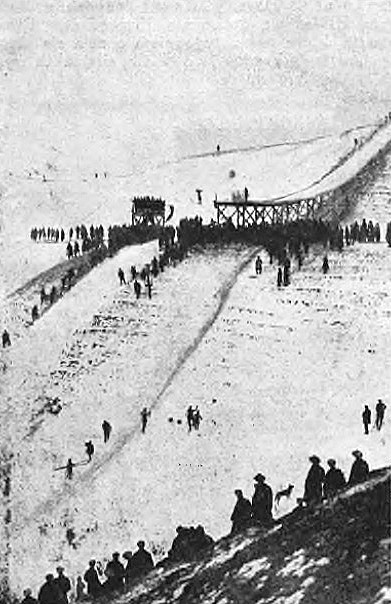
Zniesieńska skocznia na pocz. 1926

## Historia
Skocznia wybudowana w 1910 była pierwszym profesjonalnym tego typu obiektem we Lwowie. Powstała na terenie oddzielającym miasto od ówczesnej wsi Zniesienie (obecnie dzielnica Lwowa). Pierwotnie na skoczni możliwe było oddawanie skoków o długości ok. 15 metrów.
Wcześniej pomysły budowy skoczni w mieście kierowano w stronę różnych lokalizacji: Wulki, Żelaznej Wody czy Parku Kilińskiego. Około 1925 miejsce na stokach tzw. Kajzerwaldu odkrył narciarz Wacław Czerwiński. Teren składał się z dwóch pochylności, przedzielonych równiną. Nie było zatem mowy o budowie skoczni naturalnej i konieczne było zaangażowanie myśli technicznej. Zajął się tym kpt. Roman Loteczko (wiceprezes Karpackiego Towarzystwa Narciarzy), za sprawą którego pierwsza wersja skoczni powstała w 1926. Wydłużono rozbieg do 79 metrów.
Na początku 1926 na skoczni rozegrano część mistrzostw Lwowa. Jednak zarówno zwycięzca Wilhelm Stolpe, jak i inni zainteresowanie, że obiekt jest ciężki i kiepski, a oddawane skoki okazały się krótkie. Budowniczy zdecydował o przebudowie, tj. rozebraniu konstrukcji i zweryfikowaniu jej wad. Przeanalizowano też plany około 30 skoczni na świecie, po czym wybudowano nowy obiekt.
W ramach nowej konstrukcji wieża do rozbiegu mierzyła 8 m, pomost zeskoku miał 76 m. W dniu 16 stycznia 1927 ustanowiono rekord skoczni, który wynosił 38 metrów. Obiekt był na lato rozbierany, celem uniknięcia dewastacji.
Obiekt był własnością Karpackiego Towarzystwa Narciarzy. Ze skoczni korzystali zawodnicy klubu Czarni Lwów oraz inni sportowcy, wśród których wymienić należy m.in. Leszka Pawłowskiego, Bronisława Czecha, Aleksandra Bobkowskiego, Józefa Kaweckiego, Lepolda Worosza oraz Jana Jarzynę (rekordzistę Galicji w długości skoku sprzed I wojny światowej).
Wobec trudności z utrzymaniem skoczni, latem 1930 władze Towarzystwa podjęły decyzję o jej likwidacji.
Istnieją również informacje o drugiej skoczni w tym miejscu, wybudowanej w 1935, obecnie nieistniejącej.